# Al Eberhard
Allen Dean "Al" Eberhard (Cedar Rapids, Iowa; 10 de mayo de 1952) es un exjugador de baloncesto estadounidense que jugó 4 temporadas en la NBA. Con 1,98 metros de altura, lo hacía en la posición de alero. Es tío de los hermanos Cody, Tyler y Luke Zeller.

## Trayectoria deportiva

### Universidad
Jugó durante cuatro temporadas con los Tigers de la Universidad de Misuri, en las que promedió 16,9 puntos y 10,1 rebotes por partido. Los 313 rebotes que capturó en su última temporada, en 1974, constituyen la cuarta mejor marca reboteadora en una campaña por parte de un componente de los Tigers. Ese mismo año fue elegido en el mejor quinteto de la Big Eight Conference.

### Profesional
Fue elegido en la decimoquinta posición del Draft de la NBA de 1974 por Detroit Pistons, y también por los Kentucky Colonels en la segunda ronda del draft de la ABA, eligiendo la primera opción. Jugó durante cuatro temporadas con los Pistons, siempre como suplente, siendo su mejor campaña la 1975-76, en la que promedió 9,3 puntos y 4,8 rebotes por partido. Tras terminar contrato, se retiró definitivamente.

## Estadísticas de su carrera en la NBA

### Temporada regular
| Temporada | Edad | Equipo          | Liga | P   | TIT | MIN  | TC  | TCA | %TC  | 3P | 3PA | %3P | TL  | TLA | %TL  | R.OF. | R.DEF. | REB | ASIS | ROB | TAP | PER | FP  | PTS |
| 1974-75   | 22   | Detroit Pistons | NBA  | 34  |     | 8.1  | 0.9 | 2.5 | .365 |    |     |     | 0.5 | 0.6 | .810 | 0.5   | 0.9    | 1.4 | 0.5  | 0.4 | 0.0 |     | 1.0 | 2.3 |
| 1975-76   | 23   | Detroit Pistons | NBA  | 81  |     | 25.5 | 3.5 | 8.4 | .414 |    |     |     | 2.4 | 2.8 | .834 | 1.7   | 3.1    | 4.8 | 1.0  | 1.1 | 0.2 |     | 3.1 | 9.3 |
| 1976-77   | 24   | Detroit Pistons | NBA  | 68  |     | 17.9 | 2.7 | 5.6 | .476 |    |     |     | 1.6 | 2.0 | .790 | 1.1   | 2.1    | 3.3 | 0.7  | 0.7 | 0.2 |     | 2.9 | 6.9 |
| 1977-78   | 25   | Detroit Pistons | NBA  | 37  |     | 15.6 | 1.9 | 4.3 | .444 |    |     |     | 1.1 | 1.6 | .672 | 1.0   | 1.8    | 2.8 | 0.7  | 0.4 | 0.1 | 0.6 | 1.7 | 4.9 |
| Total     |      |                 | NBA  | 220 |     | 18.8 | 2.6 | 5.9 | .433 |    |     |     | 1.6 | 2.0 | .797 | 1.2   | 2.2    | 3.5 | 0.8  | 0.7 | 0.2 | 0.6 | 2.5 | 6.8 |

### Playoffs
| Temporada | Edad | Equipo          | Liga | P  | MIN | TCA | TC | 3PA | 3P | TLA | TL | R.OF. | REB | ASIS | ROB | TAP | PER | FP | PTS | %TC  | %3P | %FT  | MIN  | PTS | REB | AST |
| 1975-76   | 23   | Detroit Pistons | NBA  | 8  | 182 | 17  | 39 |     |    | 14  | 19 | 11    | 26  | 7    | 8   | 4   |     | 14 | 48  | .436 |     | .737 | 22.8 | 6.0 | 3.3 | 0.9 |
| 1976-77   | 24   | Detroit Pistons | NBA  | 3  | 42  | 1   | 9  |     |    | 5   | 8  | 2     | 9   | 2    | 1   | 0   |     | 6  | 7   | .111 |     | .625 | 14.0 | 2.3 | 3.0 | 0.7 |
| Total     |      |                 | NBA  | 11 | 224 | 18  | 48 |     |    | 19  | 27 | 13    | 35  | 9    | 9   | 4   |     | 20 | 55  | .375 |     | .704 | 20.4 | 5.0 | 3.2 | 0.8 |